# Astcote
Astcote – osada w Anglii, w hrabstwie Northamptonshire. Leży 11 km na południowy zachód od miasta Northampton i 96 km na północny zachód od Londynu.